# Jean-Pierre Cottanceau

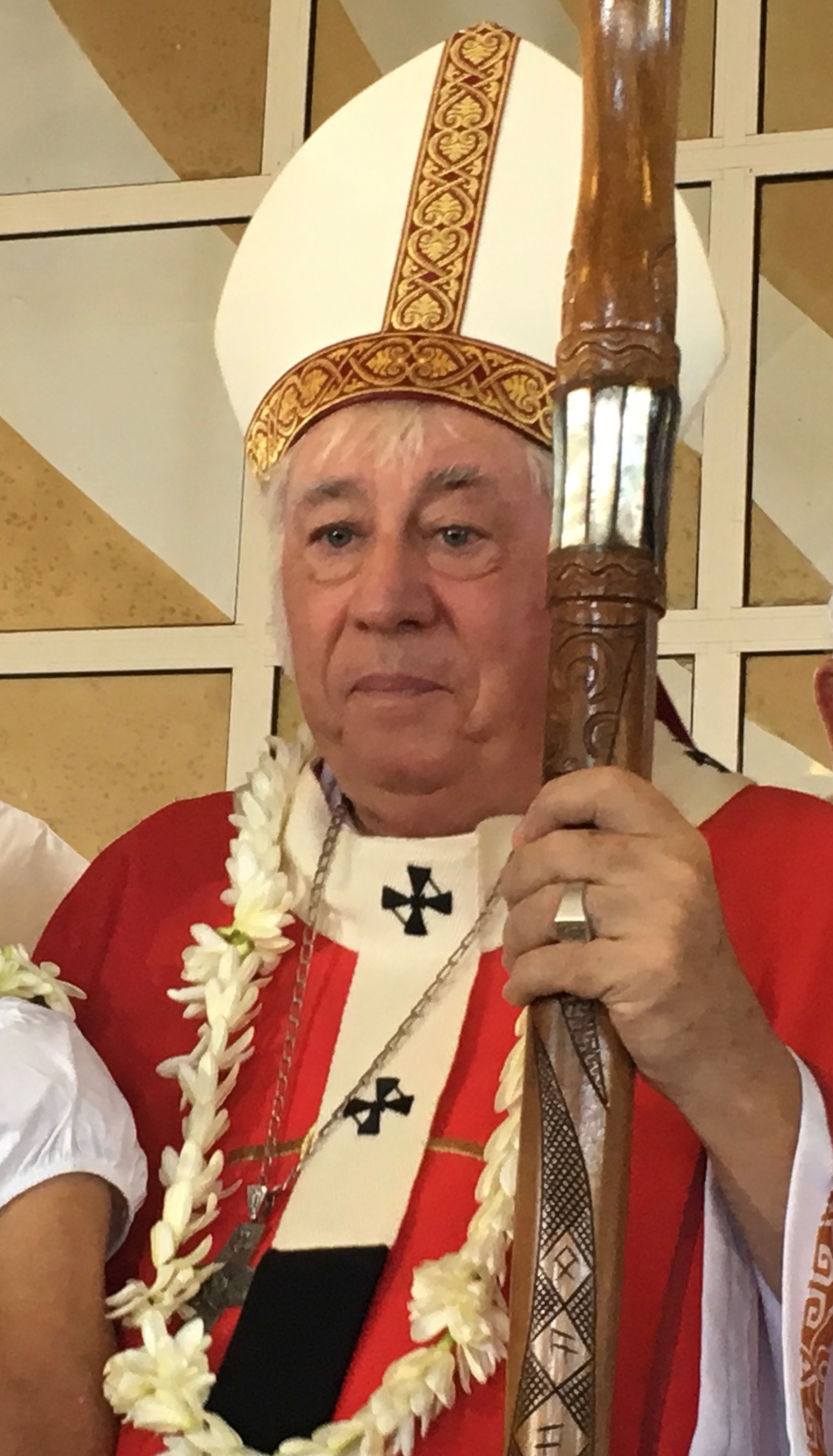
Jean-Pierre Cottanceau im Juni 2018

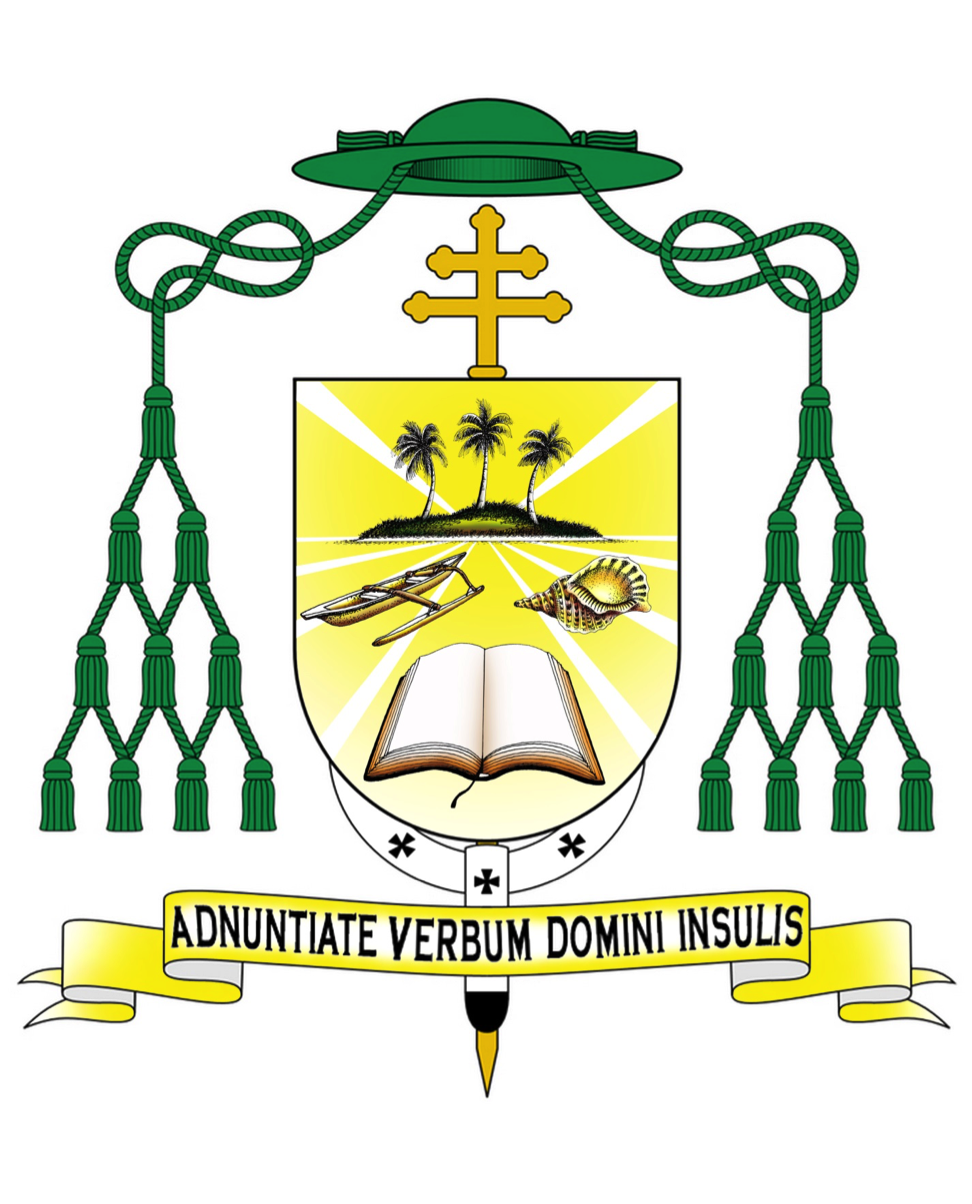
Bischofswappen

Jean-Pierre Cottanceau SSCC (* 14. Januar 1953 in Ussel, Frankreich) ist ein französischer Ordensgeistlicher und römisch-katholischer Erzbischof von Papeete.

## Leben
Jean-Pierre Cottanceau trat 1970 der Ordensgemeinschaft der Arnsteiner Patres bei und studierte in Straßburg. Er legte am 16. April 1979 die ewige Profess ab und empfing am 10. Mai 1980 durch den Erzbischof von Paris, François Kardinal Marty, die Priesterweihe.
Seit September 2015 war er Apostolischer Administrator des Erzbistums Papeete.
Papst Franziskus ernannte ihn am 15. Dezember 2016 zum Erzbischof von Papeete. Die Bischofsweihe spendete ihm der Erzbischof von Nouméa, Michel-Marie Calvet SM, am 18. Februar des folgenden Jahres. Mitkonsekratoren waren sein Amtsvorgänger Hubert Coppenrath und der Bischof von Taiohae o Tefenuaenata, Pascal Chang-Soi SSCC.